# Rémy Descamps
Rémy Serge Claude Descamps (Marcq-en-Barœul, 25 de junho de 1996) é um futebolista francês que atua como goleiro. Atualmente joga no Lyon.

## Carreira
Após jogar por Verlinghem Football, Lille, Tarbes e Clermont ainda nas categorias de base, Descamps chegou ao Paris Saint-Germain em 2013. Na temporada 2015–16, integrou o elenco vice-campeão da Liga Jovem da UEFA, tendo assinado seu primeiro contrato profissional com o PSG em maio de 2016. O goleiro disputou 3 temporadas com o time B, chegando a ser o terceiro goleiro da equipe principal - vestindo a camisa 40, foi relacionado para 7 partidas e não foi utilizado nenhuma vez.
Foi emprestado posteriormente para Tours e Clermont, quando renovou seu contrato por mais 3 anos
Jogou ainda 2 temporadas pelo Charleroi (Bélgica) antes de voltar à França em 2021 para defender o Nantes. Pelos Canários, o goleiro conquistou a Copa da França, tendo atuado em 5 partidas da campanha.
Em agosto de 2024, Descamps assinou sem custos com o Lyon. Reserva imediato do brasileiro Lucas Perri durante a temporada, o goleiro atuou apenas contra Hoffenheim (quarta rodada da fase de liga da Liga Europa), Feignies-Aulnoye (fase 32-avos de final da Copa da França) e Saint-Étienne (trigésima rodada da Ligue 1).

## Estatísticas
- Atualizado até 20 de abril de 2025[4]

| Clube                   | Temporada | Liga               | Liga     | Liga | Copa nacional | Copa nacional | Europa   | Europa | Outras   | Outras | Total    | Total |
| Clube                   | Temporada | Divisão            | Partidas | Gols | Partidas      | Gols          | Partidas | Gols   | Partidas | Gols   | Partidas | Gols  |
| ----------------------- | --------- | ------------------ | -------- | ---- | ------------- | ------------- | -------- | ------ | -------- | ------ | -------- | ----- |
| Paris Saint-Germain B   | 2015–16   | CFA                | 20       | 0    | —             | —             | —        | —      | —        | —      | 20       | 0     |
| Paris Saint-Germain B   | 2016–17   | CFA                | 25       | 0    | —             | —             | —        | —      | —        | —      | 25       | 0     |
| Paris Saint-Germain B   | 2017–18   | National 2         | 14       | 0    | —             | —             | —        | —      | —        | —      | 14       | 0     |
| Paris Saint-Germain B   | Total     | Total              | 59       | 0    | 0             | 0             | 0        | 0      | 0        | 0      | 59       | 0     |
| Paris Saint-Germain     | 2016–17   | Ligue 1            | 0        | 0    | 0             | 0             | 0        | 0      | 0        | 0      | 0        | 0     |
| Paris Saint-Germain     | 2017–18   | Ligue 1            | 0        | 0    | 0             | 0             | 0        | 0      | 0        | 0      | 0        | 0     |
| Paris Saint-Germain     | Total     | Total              | 0        | 0    | 0             | 0             | 0        | 0      | 0        | 0      | 0        | 0     |
| Tours (empréstimo)      | 2017–18   | Ligue 2            | 19       | 0    | 2             | 0             | —        | —      | —        | —      | 21       | 0     |
| Clermont (empréstimo)   | 2018–19   | Ligue 2            | 28       | 0    | 0             | 0             | —        | —      | —        | —      | 28       | 0     |
| Clermont B (empréstimo) | 2018–19   | National 3         | 1        | 0    | —             | —             | —        | —      | —        | —      | 1        | 0     |
| Charleroi               | 2019–20   | Jupiler Pro League | 0        | 0    | 0             | 0             | —        | —      | —        | —      | 0        | 0     |
| Charleroi               | 2020–21   | Jupiler Pro League | 14       | 0    | 2             | 0             | 0        | 0      | —        | —      | 16       | 0     |
| Charleroi               | Total     | Total              | 14       | 0    | 2             | 0             | 0        | 0      | 0        | 0      | 16       | 0     |
| Nantes                  | 2021–22   | Ligue 1            | 0        | 0    | 5             | 0             | —        | —      | —        | —      | 5        | 0     |
| Nantes                  | 2022–23   | Ligue 1            | 1        | 0    | 5             | 0             | 0        | 0      | 0        | 0      | 6        | 0     |
| Nantes                  | 2023–24   | Ligue 1            | 6        | 0    | 0             | 0             | —        | —      | —        | —      | 6        | 0     |
| Nantes                  | Total     | Total              | 7        | 0    | 10            | 0             | 0        | 0      | 0        | 0      | 17       | 0     |
| Lyon                    | 2024–25   | Ligue 1            | 1        | 0    | 1             | 0             | 1        | 0      | —        | —      | 3        | 0     |
| Total                   | Total     | Total              | 129      | 0    | 15            | 0             | 1        | 0      | 0        | 0      | 145      | 0     |

1. ↑  Inclui as Copas da França e da Bélgica.
2. ↑  Jogos pela Liga Europa da UEFA.

## Títulos
Paris Saint-Germain Sub-19
- Campeonato Francês Sub-19: 2015–16

Nantes
- Copa da França: 2021–22